# Aladim Luciano
Aladim Luciano (Barra Mansa, 10 oktober 1946) is een Braziliaans voormalig voetballer.

## Biografie
Aladim begon zijn carrière bij Bangu, de zesde club van Rio de Janeiro. In 1966 won hij met de club het Campeonato Carioca, een hoogtepunt in de clubgeschiedenis. Hij scoorde een van de goals in de titelwedstrijd tegen Flamengo voor bijna 144.000 toeschouwers. In 1970 ging hij voor 600.000 cruzeiro naar Corinthians. In 1973 trok hij naar Coritiba en won hier vier keer op rij het staatskampioenschap mee. In 1978 speelde hij voor Atlético Paranaense en werd er tweede mee in de staatscompetitie, in 1979 ging hij weer voor Coritiba spelen en werd ook opnieuw kampioen. Met Coritiba werd hij ook derde en vierde in de nationale competitie in 1979 en 1980.